# باهشیلی
باهشیلی (به ترکی استانبولی: Bahşılı) یک منطقهٔ مسکونی در ترکیه است که در استان قرق‌قلعه واقع شده‌است. باهشیلی ۶۸۹ متر بالاتر از سطح دریا واقع شده‌است.